# I lupi mannari
I lupi mannari (The Devil Makes Three) è un film del 1952 diretto da Andrew Marton.

## Trama
Alla fine della seconda guerra mondiale, il capitano dell'aviazione americana Jeff Elliot si reca a Monaco per rivedere la famiglia Lehrt che lo aveva ospitato e nascosto ai nazisti durante la guerra. Della famiglia sopravvive solo la giovane Wilhelmina (Wally), che lavora in un circolo di ufficiali alleati. La ragazza odia gli americani, giacché la sua famiglia è stata distrutta da un bombardamento aereo alleato. Jeff la corteggia e nel frattempo fa amicizia con Heisemann, proprietario del locale.
Con un'automobile a noleggio, fornita dallo stesso Heisemann, i due si recano in gita a Salisburgo, ma al ritorno il giovane capitano viene a sapere dal controspionaggio che l'auto trasportava, a loro insaputa, delle merci di contrabbando. Heisemann fa parte di una banda di fanatici neonazisti, detti "lupi mannari", impegnati a mettere al sicuro l'oro appartenente al tesoro di Hitler, che deve servire alla ricostituzione del Partito Nazista. A tale impresa collaborano, inconsapevoli dei fini dell'attività, le stesse ragazze del locale. Jeff rifiuta di credere alla colpevolezza dell'amata, e intanto i suoi superiori gli impongono di continuare a frequentarla. Nel corso di una seconda gita a Salisburgo, i due cadono in un agguato dei lupi mannari, ma la polizia militare accorre in extremis a salvarli e ad arrestare il capo dell'organizzazione.

## Produzione
Il film fu prodotto dalla Metro-Goldwyn-Mayer (MGM) (controlled by Loew's Incorporated).

## Distribuzione
Distribuito dalla Metro-Goldwyn-Mayer (MGM) (controlled by Loew's Incorporated), uscì nelle sale cinematografiche USA il 19 settembre 1952.